# 木浆

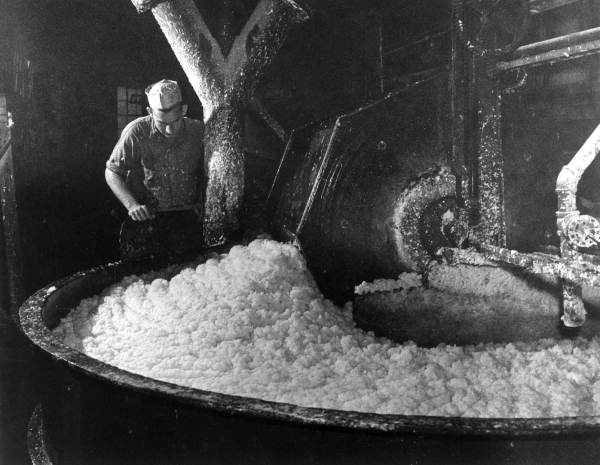
木浆

木浆是用于造纸的最常用的材料。用于制造木浆的木材资源被称为纸浆用木材。木浆通常来自软木树木如云杉，松树，冷杉，落叶松和铁杉，但也有硬木如桉树和桦树。

## 木浆的制造
木浆可以按照下面的几个步骤制造：
1. 首先，取出木材的树皮。脱去树皮的过程可以有水的参与，也可以没有。树皮通常会被回收用作纸浆和造纸的燃料。
2. 分离木材中的纤维素纤维，这可以通过下面几种方法完成：
  - 研磨浆、热磨机械浆和化学热磨机械浆都称为机械浆。机械浆将随时间推移而变黄，这是由于纸浆有木质素。
    1. 木材可以用研磨机（巨大磨石）来粉碎，然后用水浸泡制造研磨浆（GW）。机械浆用于制造需要较小强度的纸品，如新闻纸和纸板。
    2. 木材也可以用盘磨机来粉粹，在高温高压下使用蒸汽来制造热磨机械浆（TMP）。热磨机械浆在质量上与研磨浆有所不同。
    3. 除了盘磨机，化学品也可以用于分离纤维素纤维。这种方法制造出来的木浆称为化学热磨机械浆（CTMP）。

  - 化学浆是通过将碎木片和化学品在称为蒸煮器的大桶中混合制造出来的。热的效果和化学分解将纤维素纤维结合在一起的木质素，而不破坏木质纤维。包含木质素和其他分解的材料的液体将被干燥并用作燃料。化学浆用于制造需要很结实的纸张，或与机械浆相混合给产品带来不同的特质。化学浆包括硫酸盐浆。
  - 纸浆也可以用废纸和废纸板来制造。回收纸浆通常用于制造纸板、新闻纸和卫生纸。
  - 进行中的研究致力于开发生物纸浆，类似于化学制浆，但使用真菌分解掉不想要的木质素却保留纤维素纤维。这将降低与化学制浆相关的污染，具有重大的环境意义。
3. 在流程的这个环节上生产出的纸浆就可以进行漂白以制造白色纸品。用于漂白纸浆的化合物是造成环境问题的一个原因，最近制浆行业已经开始使用氯气的替代品，如二氧化氯、氧气、臭氧及双氧水。
4. 纸浆混合物就被送到造纸机进行成形和干燥。

## 环境影响
木浆的主要环境影响来自于对森林资源的影响和它的副产品的污染。
造纸所消耗的树木的量根据不同类型的纸，以及是采用研磨制浆法还是硫酸盐制浆法有所不同。假设使用高40英尺、胸径6-8英吋的软木和硬木，有人估计使用硫酸盐制浆法制造一吨印刷用纸或书写用纸需要耗费平均约24棵树，使用研磨制浆法大约可以节约一半的树，即制造一吨新闻纸需要耗费12棵树。但是，硫酸盐制浆厂在生物能上是自给自足的。
当纸张使用元素氯进行漂白，形成了副产品如含氯化合物，甚至是二恶英和呋喃。在高密度的制浆地区，如加拿大的不列颠哥伦比亚，高浓度的污染导致1992年一些渔场关门。然而，技术上的改进已经或者通过无元素氯漂白（ECF）淘汰了元素氯的使用，或者结合氧脱木素产生了全无氯漂白技术。这些技术降低了释放到环境中的含氯化合物。元素氯漂白技术利用二氧化氯（ClO2）来替代氯气（Cl2）。全无氯漂白在漂白过程中不利用氯。
废水排放也可能成为主要的污染源，包括来自树木的木质素，高生化需氧量（BOD）和溶解有机碳（DOC），以及酒精，氯酸盐，重金属和螯合剂。减少这一排放物的环境影响是通过将生产过程形成闭环并尽可能循环利用排放物，同时在制浆过程中使用较小破坏性的化学品。减轻环境影响的最重要的方式就是排放物的生物处理。
使用硫酸盐制浆法，来自制浆过程的大量副产品的稀黑液。这一液体包含纸浆化学物质和来自树木的木质素。木质素具有高的热含量，因此稀黑液（固形物约占15%）将通过多效蒸发被浓缩为浓黑液（固形物占68%到75%）。浓黑液被放入回收锅炉中进行燃烧，化学物质落入锅炉底部的半液态的熔融物。熔融物流出锅炉并被溶解于水或稀洗涤剂中形成绿液。接下来绿液要进行澄清。将在绿液中加入生石灰（CaO），生石灰将大多数碳酸钠（Na2CO3）转变为氢氧化钠（NaOH），使绿液澄清为白液（苛化）。白液因含有氢氧化钠，可以用作制浆化学品，因此又回到起点。沉淀物白泥包含失去效能的石灰（CaCO3），经过清洗并在约1800华氏度（1000摄氏度）煅烧来生产生石灰，可以再一次用于绿液的澄清剂。
由木浆制造的纸可以被回收4至7次，更多的回收次数会使纤维变得太短。为了解决这个问题，回收纸通常与一定量的原木浆混合以保证生产出高质量的纸品。

## 可替代品
雖然說木材也是可再生資源，但是為了避免破壞生態多樣性及砍伐速度快於再生速度，有许多个人和组织正在倡导使用纤维作物（如黃麻）或农业废料，而不是木质纤维来造纸，这样具有更好的可持续性。从长远来看，随着数位科学技术的发展，越来越多的资料会完成电子化，更多的使用电子书，是未来的趋势，也能减少对环境的破坏。